# 法林寺 (柏市)
法林寺（ほうりんじ）は、千葉県柏市にある真言宗豊山派の寺院。

## 概略と沿革
1650年（慶安3年）、法印海珠によって開山された。
境内には、柏市最大の樹木で柏市の文化財（天然記念物）に指定されている「法林寺の大銀杏」がある（画像の右の大木）。樹齢は500年以上で樹高は30メートルの大木である。かつて飢饉が起きた際には、このイチョウの実で飢えを凌いだという。
また、当寺には「ほうりんくん」というゆるキャラがいる。

## 交通アクセス
- JR東日本常磐線柏駅より徒歩20分。